# Final Scream
Pour plus de détails, voir Fiche technique et Distribution.
Final Scream (Final Stab) est un film américain réalisé par David DeCoteau, sorti en 2001.

## Synopsis
Des étudiants participant à une soirée jeu de rôle se font tuer à coups de couteau les uns après les autres par un mystérieux tueur masqué d'un voile blanc.

## Fiche technique
- Titre : Final Scream
- Titre original : Final Stab
- Réalisation : David DeCoteau
- Scénario : Matthew Jason Walsh
- Production : Gary Barkin, David DeCoteau, Marla Grossman et Joseph Rice
- Sociétés de production : City Heat Productions et Sidekick Entertainment
- Musique : John Massari
- Photographie : Howard Wexler
- Montage : Harry James Picardi
- Décors : Mark A. Thomson
- Costumes : Edward Reno Hibbs
- Pays d'origine : États-Unis
- Format : Couleurs - 2,35:1 - Dolby Digital - 35 mm
- Genre : Slasher et thriller
- Durée : 81 minutes
- Date de sortie : 5 mai 2001 (États-Unis)
- Interdit aux moins de 12 ans

## Distribution
- Jamie Gannon : Charlie
- Melissa Reneé Martin : Angela
- Erinn Hayes : Kristin
- Laila Reece Landon : Julie
- Bradley Stryker : Patrick
- Chris Boyd : Doug
- Forrest Cochran : Brett
- Michael Lutz : Steve
- Brannon Gould : Cosmo
- Donnie Eichar : Wallace
- Scott Hudson : Bud
- Britt Soderberg : Earl

## Autour du film
- Le film fut officieusement vendu comme une préquelle de Scream 3 (2000), tout d'abord titré Scream 4: Final Chapter, avant d'être renommé, dans sa version originale, en Final Stab, clin d'œil à Stab, le film dans le film de Scream 2 (1997)[1].